# Fix & Fertig
Fix & Fertig war ein Musikprojekt der späten 1980er Jahre, dessen einziger Chart-Hit 1989 Der blonde Hans von der Bundesbahn war.

## Geschichte
In Zusammenarbeit mit dem deutschen Musikproduzenten Axel Breitung konzipierte Radio Schleswig-Holstein im Jahr 1988 Fix & Fertig, zunächst als Parodie auf den damals erfolgreichen Song Der blonde Hans des Musik-Projekts Hannes Kröger der Produzenten Peter Hoffmann und Franz Plasa. Mitglieder der Musikgruppe waren Axel Breitung und der frühere Schlagersänger Gerd Leienbach, der den Gesangspart mit Frank Wegener übernahm.
Während das Originallied, das Sprachsamples aus dem Film Große Freiheit Nr. 7 mit Hans Albers verwendete, von dem Seemann Hannes Kröger, genannt „der blonde Hans von der Reeperbahn“, handelt, steht die Parodie des Fahrkartenkontrolleurs Hans Kuckuck („Ich bin Sehmann, verdammt nochmal. Aber nicht mit zwei e, sondern mit h wie gucken“), der entsprechend als „Der blonde Hans von der Bundesbahn“ besungen wird, im Zentrum des Fix-&-Fertig-Tracks. Der Titel stieg am 30. Januar 1989 in die deutschen Singlecharts ein und erreichte Platz 34.
Es folgte die Single Anrufbeantworter (nach der Melodie von Milli Vanillis Baby Don’t Forget My Number) und das Album Fix & Fertig, das neben den beiden bisherigen Singleveröffentlichungen keine weiteren Parodien enthielt, jedoch die Figur des Hans Kuckuck weiterverwendete und in den meisten Liedern abgewandelte Textzitate aus dem Blonden Hans verwendete. Aus dem Album wurde die dritte Single Heiratsmarkt ausgekoppelt.
Nach einem Labelwechsel von Teldec zu Dino Music erschien 1990 als letzte Veröffentlichung die Single Verdammt, ich schieb Dich, eine Parodie auf Matthias Reims Verdammt, ich lieb’ Dich. Das Projekt Fix & Fertig wurde noch bis 1991 beim Radio Schleswig-Holstein regional mit eigens für den Radiosender komponierten Melodien (u. a. mit dem Moderator Carsten Köthe) weitergeführt und danach aufgelöst.

## Diskografie

### Alben
- 1989: Fix & Fertig

### Singles und EPs
- 1988: Der blonde Hans von der Bundesbahn
- 1989: Anrufbeantworter
- 1989: Heiratsmarkt
- 1990: Verdammt, ich schieb Dich
- 1990: Die Singles (EP, Promo)